# フランツ・レデラー
フランツ・レデラー（フランシス・レデラー、Francis Lederer, 1899年11月6日 - 2000年5月25日）は、オーストリア＝ハンガリー帝国出身で後にアメリカ合衆国に帰化した俳優。

## 出演作品
- パンドラの箱（アルヴァ）
- ニーナ・ペトロヴナ